# آدام استرنج
آدام استرنج (به انگلیسی: Adam Strange) یک شخصیت علمی–تخیلی ابرقهرمان در کتاب‌های کامیک آمریکایی منتشر شده توسط دی‌سی کامیکس است. این شخصیت توسط نویسنده ژولیوس شوآرتز و طراح مورفی اندرسون خلق شده‌است؛ که برای اولین بار در شمارهٔ ۱۷ از مجموعه کمیک شوکیس (نوامبر ۱۹۵۸) حضور پیدا کرد.
استرنج یک باستان‌شناس بود که به طور ناگهانی از کشور پرو، توسط دستگاه زتا-بیم به سیارهٔ خیالی ران دورنوردی کرد. او در آنجا مأموریت یافت تا محافظت از سیاره در برابر تهدیدات فرازمینی بوسیلهٔ فناوری‌های ران را بر عهده گیرد. با گذشت زمان اهمیت این سیاره و ساکنین آن، به ویژه آلانا معشوقه او، بیشتر و بیشتر می‌شد. اما در نهایت اثر دستگاه انتقال بیم از بین رفت، و به طور خودکار استرنج را به سیاره زمین و دقیقاً به مکان عزیمت وی فرستاد.